# Universidade El Manar de Tunis
A Universidade El Manar de Tunis é uma universidade localizada em Tunis, Tunísia. Foi fundada em 2000 e está organizada em 11 faculdades.

## Ranking
De acordo com o ranking da URAP (University Ranking by Academic Performance) de 2014-2015, é a melhor universidade na Tunísia e 1085ª universidade no mundo.

## Organização
Estas são as faculdades, escolas e institutos nos quais a universidade está dividida:
- Faculdade de Lei e Ciências Políticas;
- Faculdade de Medicina
- Faculdade de Ciências Econômicas eAdministração;
- Faculdade de Ciências;
- Escola Nacional de Engenharia;
- Instituto Bourguiba de Línguas Modernas;
- Instituto Preparatório para Estudos de Engenharia.